# Cerco de Tenochtitlan
O Cerco de Tenochtitlan foi uma grande batalha travada na capital do Império Asteca, que aconteceu em 1521, entre as forças do conquistador espanhol Hernán Cortés, apoiados por combatentes da tribo local de Tlaxcala, e as tropas de guerreiros astecas. Depois de incontáveis confrontos de pequena e larga escala entre os exércitos inimigos, a luta por Tenochtitlan foi a batalha final e a que acabou decidindo o resultado de toda a guerra, culminando na queda da civilização asteca e o início da colonização espanhola do México e depois da América Latina.
Apesar de escaramuças e combates travados, a maioria das mortes entre os nativos indígenas vieram de doenças trazidas pelos espanhóis, como a varíola.